# Pholidocarpus ihur
Pholidocarpus ihur là loài thực vật có hoa thuộc họ Arecaceae. Loài này được (Giseke) Blume miêu tả khoa học đầu tiên năm 1847.